# Fernando Rodríguez Ventosa
Fernando Rodríguez Ventosa (Vilanova i la Geltrú, 1923 - Madrid, 29 d'octubre de 2006) fou un militar espanyol, capità general de Catalunya en la dècada del 1980.
Es graduà a l'Acadèmia d'Artilleria de Segòvia l'agost de 1942, on va ser el número 1 de la seva promoció. Ha estat destinat a l'Escola Superior de l'Exèrcit i ha format part de l'Estat Major de la Junta de Caps d'Estat Major (JUJEM) i de l'Exèrcit de Terra. En 1981 fou ascendit a general de divisió. Durant el cop d'estat del 23 de febrer de 1981 va acompanyar unes hores al general Alfonso Armada Comyn. Al maig de 1982 va participar a Toledo en un curs sobre Els interessos estratègics d'Espanya, organitzat pel Centre Superior d'Estudis de la Defensa Nacional (CESEDEN) i per la Universitat Internacional Menéndez Pelayo. En fou ascendit 1984 a tinent general i nomenat capità general de la IV Regió Militar i representant militar d'Espanya davant l'OTAN. En novembre de 1986, però, va demanar el seu pas a la reserva, en part per la seva oposició a la solució donada pel ministre de Defensa Narcís Serra i Serra als antics membres de la Unió Militar Democràtica (UMD) i per considerar-se postergat en la seva carrera professional quan es van renovar els càrrecs de la JUJEM.